# 채의

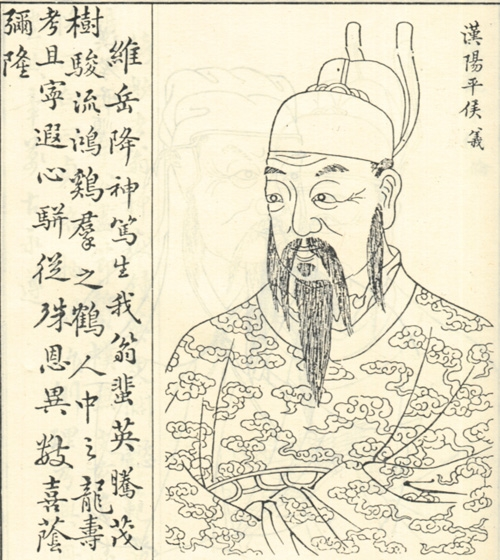
채의

채의(蔡義, 蔡誼, 기원전 154년 ~ 기원전 71년 음력 6월)는 전한 중기의 관료로, 하내군 온현(溫縣) 사람이다.

## 생애
같은 군 사람 조자(趙子)에게서 《시경》을 배웠다. 경서에 밝아 대장군의 밑에서 일하였는데, 가난하여 걸어서 다녔기 때문에 주변 사람들이 수레를 사다 주었다.
몇 년 후, 복앙성문후(覆盎城門候)로 전임되었다. 이후 소제가 한시(韓詩)에 밝은 자를 찾는 조서를 내렸을 때 부름을 받았으나, 오랫동안 알현하지 못하였다. 채의는 직접 알현을 요구하는 상소를 올렸고, 소제는 채의를 만나본 후 그를 광록대부(光祿大夫) · 급사중(給事中)에 임명하여 《시경》을 가르치게 하였다.
원봉 3년(기원전 78), 소부가 되었다가 여든의 나이에 어사대부로 승진하였다. 이듬해에 승상 양창이 죽으니, 후임으로 승상이 되었고 양평후(陽平侯)에 봉해졌다.
승상이 되었을 때 채의의 나이는 여든이 넘었었고, 키가 작고 몸의 털도 다 빠져 노파와 같은 모습이었으며 부축을 받아야 겨우 걸을 수 있었다. 채의가 승상이 된 이유는, 당시 정권을 거머쥔 곽광이 그가 부리기 쉬우리라 여겨 시켜준 것이다.
본시 3년(기원전 71) 6월 기축일에 죽었고, 시호를 절(節)이라 하였다. 아들이 없었기 때문에 봉국은 폐지되었다.

## 출전
- 반고, 《한서》 권19하 백관공경표(百官公卿表) 下 · 권66 공손유전왕양채진정전(公孫劉田王楊蔡陳鄭傳) · 권88 유림전(儒林傳)